# Phil Read

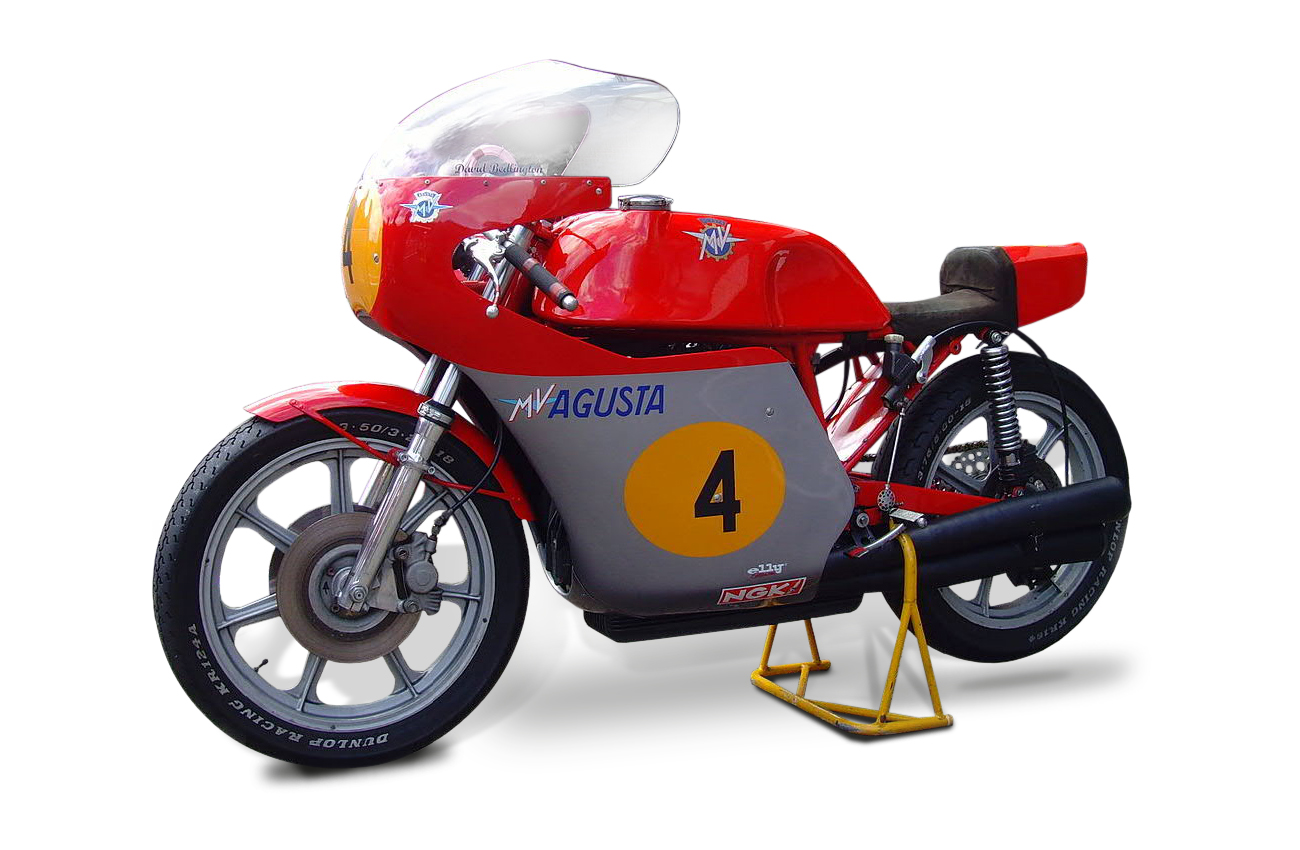
Die 1974er MV Agusta 500 GP von Phil Read

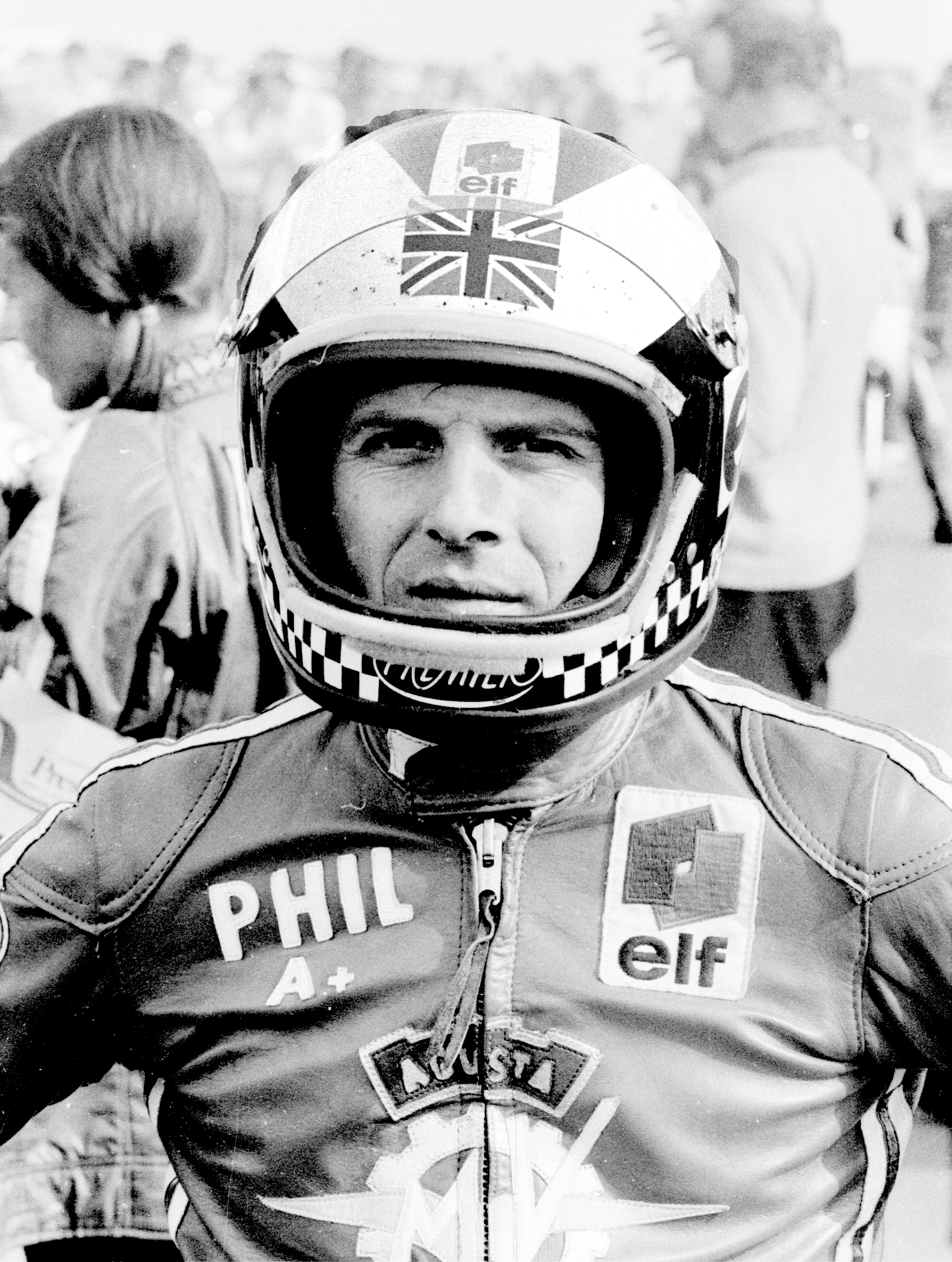
Phil Read als Werksfahrer bei MV Agusta (1975)

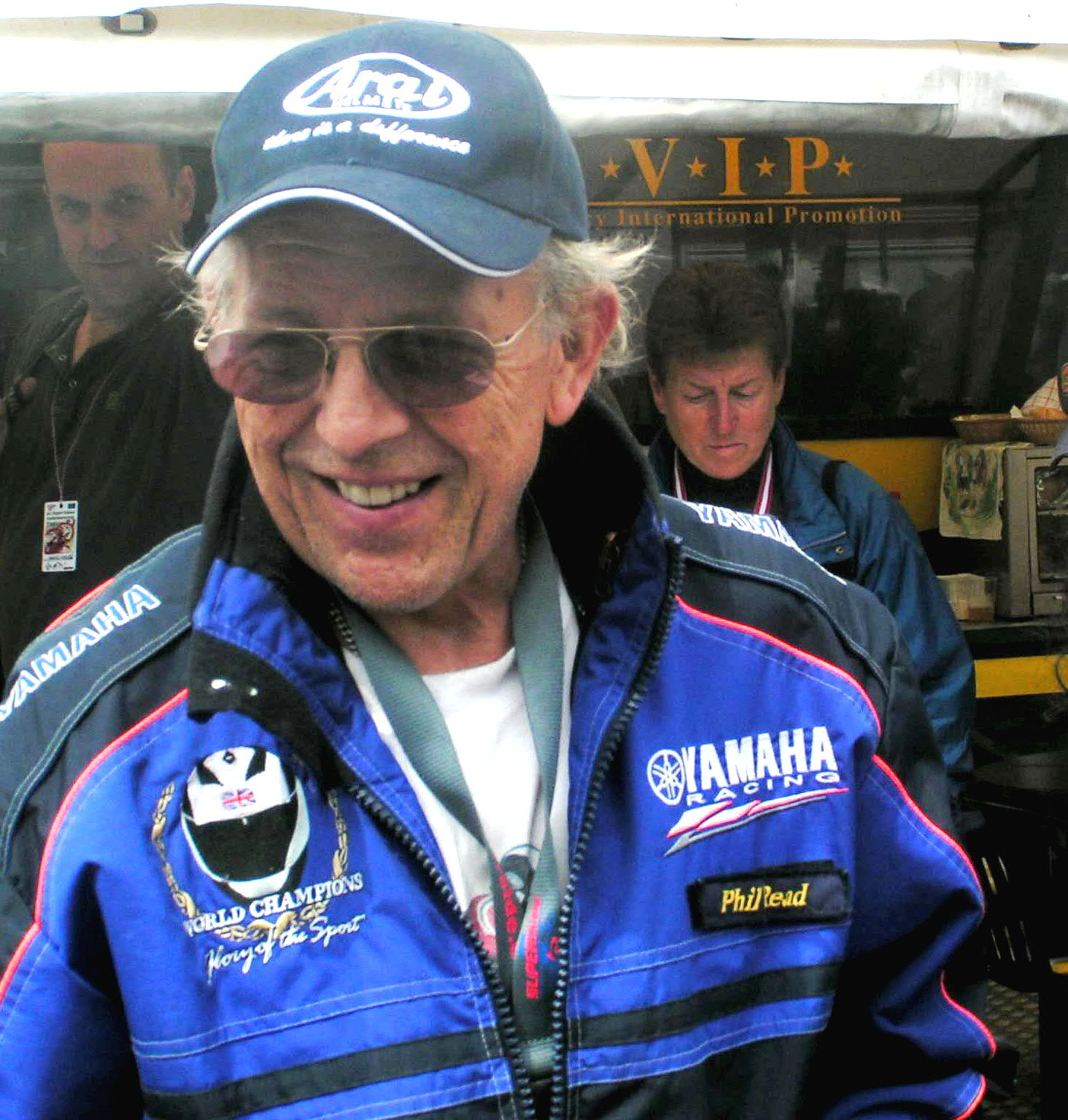
Phil Read (2006)

Phillip William „Phil“ Read, MBE, (* 1. Januar 1939 in Luton, England; † 6. Oktober 2022 in Canterbury, England) war ein britischer Motorradrennfahrer, der in seiner aktiven Zeit zwischen 1961 und 1976 an zahlreichen nationalen Rennen und Weltmeisterschaften teilnahm.

## Karriere
Er nahm an der Motorrad-Weltmeisterschaft teil und konnte als erster Fahrer die Weltmeisterschaft im Motorradstraßenrennsport in den Klassen 125 cm³, 250 cm³ und 500 cm³ gewinnen. Insgesamt errang er sieben WM-Titel, fünf auf Yamaha und zwei auf MV Agusta. Häufig allerdings wurden Reads Erfolge durch die Leistungen seines Kontrahenten Mike Hailwood überstrahlt.
Bei seinen 138 Starts in der Motorrad-WM gelangen Phil Read 52 Siege, 121 Podiumsplätze, fünf Pole-Positions, sowie 36 schnellste Rennrunden.
Man nannte ihn auch The Prince of Speed.

### Plötzliches Ende der Grand Prix-Karriere
In der Qualifikation zum Großen Preis von Belgien in der Saison 1976 konnte sich Phil Read den zweiten Startplatz sichern, doch am selben Abend fuhr er zusammen mit seiner Frau ohne Angabe von Gründen nach Hause. Erst knapp 40 Jahre später erklärte Read sein damaliges Verhalten. Der Hauptsponsor seines Teams, der ehemalige italienische Helmhersteller Life, wurde mitten in der Saison insolvent. Deshalb konnte Read seine fünf Mechaniker nicht mehr bezahlen. Da er niemandem Geld schuldig bleiben wollte, löste Read sein Team auf und stieg für immer aus der Motorrad-Weltmeisterschaft aus.

## Statistik

### Erfolge und Titel (Übersicht)
- 1964 – 250-cm³-Weltmeister auf Yamaha
- 1965 – 250-cm³-Weltmeister auf Yamaha
- 1968 – 125-cm³-Weltmeister auf Yamaha
- 1968 – 250-cm³-Weltmeister auf Yamaha
- 1971 – 250-cm³-Weltmeister auf Yamaha
- 1973 – 500-cm³-Weltmeister auf MV Agusta
- 1974 – 500-cm³-Weltmeister auf MV Agusta
- 1977 – TT-F1-Weltmeister auf Honda
- 52 Grand Prix-Siege
- 3 Ulster-Grand-Prix-Siege
- 1 Sieg beim Manx Grand Prix

### Komplette Ergebnisse: Motorrad-Weltmeisterschaft (alle Klassen)
Das Punktesystem bis 1968: 
| Punktewertung | Punktewertung | Punktewertung | Punktewertung | Punktewertung | Punktewertung | Punktewertung |
| ------------- | ------------- | ------------- | ------------- | ------------- | ------------- | ------------- |
| Platz         | 1             | 2             | 3             | 4             | 5             | 6             |
| Punkte        | 8             | 6             | 4             | 3             | 2             | 1             |

Das Punktesystem ab 1969: 
| Punktewertung | Punktewertung | Punktewertung | Punktewertung | Punktewertung | Punktewertung | Punktewertung | Punktewertung | Punktewertung | Punktewertung | Punktewertung |
| ------------- | ------------- | ------------- | ------------- | ------------- | ------------- | ------------- | ------------- | ------------- | ------------- | ------------- |
| Platz         | 1             | 2             | 3             | 4             | 5             | 6             | 7             | 8             | 9             | 10            |
| Punkte        | 15            | 12            | 10            | 8             | 6             | 5             | 4             | 3             | 2             | 1             |

(Resultate in Fettdruck bedeuten Pole Position; Resultate in Kursiv zeigen „Schnellste Runde“)
| Jahr | Klasse  | Hersteller | 1       | 2     | 3      | 4      | 5      | 6     | 7     | 8     | 9      | 10     | 11    | 12    | 13    | Punkte | Rang | Siege |
| ---- | ------- | ---------- | ------- | ----- | ------ | ------ | ------ | ----- | ----- | ----- | ------ | ------ | ----- | ----- | ----- | ------ | ---- | ----- |
| 1961 | 125 cm³ | EMC        | ESP –   | GER – | FRA –  | IOM NC | NED 4  | BEL – | DDR – | ULS – | NAT –  | SWE –  | ARG – |       |       | 3      | 12   | 0     |
| 1961 | 350 cm³ | Norton     |         | GER – |        | IOM 1  | NED 4  |       | DDR – | ULS 4 | NAT –  | SWE –  |       |       |       | 13     | 5    | 1     |
| 1961 | 500 cm³ | Norton     |         | GER – | FRA –  | IOM NC | NED 4  | BEL – | DDR – | ULS – | NAT –  | SWE –  | ARG – |       |       | 3      | 15   | 0     |
| 1962 | 350 cm³ | Norton     | IOM 7   | NED 6 |        | ULS –  | DDR –  | NAT – | FIN – |       |        |        |       |       |       | 1      | 15   | 0     |
| 1962 | 500 cm³ | Norton     | IOM NC  | NED 3 | BEL –  | ULS 3  | DDR –  | NAT 4 | FIN – | ARG – |        |        |       |       |       | 11     | 3    | 0     |
| 1963 | 250 cm³ | Yamaha     | ESP –   | GER – | IOM –  | NED –  | BEL –  | ULS – | DDR – | NAT – |        | ARG –  | JPN 3 |       |       | 4      | 10   | 0     |
| 1963 | 350 cm³ | Gilera     |         | GER 3 | IOM NC | NED –  |        | ULS – | DDR – | NAT – | FIN –  |        | JPN – |       |       | 4      | 11   | 0     |
| 1963 | 500 cm³ | Gilera     |         |       | IOM 3  | NED 2  | BEL 2  | ULS – | DDR – | NAT – | FIN –  | ARG –  | JPN – |       |       | 16     | 4    | 0     |
| 1964 | 125 cm³ | Yamaha     | USA –   | ESP – | FRA –  | IOM –  | NED 2  |       | GER – | DDR – | ULS –  | FIN –  | NAT – | JPN – |       | 6      | 8    | 0     |
| 1964 | 250 cm³ | Yamaha     | USA –   | ESP 3 | FRA 1  | IOM NC | NED 2  | BEL – | GER 1 | DDR 1 | ULS 1  |        | NAT 1 | JPN – |       | 46     | 1    | 5     |
| 1964 | 350 cm³ | A.J.S.     |         |       |        | IOM 2  | NED –  |       | GER – | DDR – | ULS –  | FIN –  | NAT – | JPN – |       | 6      | 6    | 0     |
| 1964 | 500 cm³ | Matchless  | USA 2   |       |        | IOM NC | NED 6  | BEL 2 | GER 3 | DDR – |        |        |       |       |       | 25     | 3    | 1     |
| 1964 | 500 cm³ | Norton     |         |       |        |        |        |       |       |       | ULS 1  | FIN –  | NAT – | JPN – |       | 25     | 3    | 1     |
| 1965 | 125 cm³ | Yamaha     | USA –   | GER – | ESP –  | FRA –  | IOM 1  | NED – |       | DDR – | CZE –  | ULS –  | FIN – | NAT – | JPN – | 8      | 10   | 1     |
| 1965 | 250 cm³ | Yamaha     | USA 1   | GER 1 | ESP 1  | FRA 1  | IOM NC | NED 1 | BEL 2 | DDR 2 | CZE 1  | ULS 1  | FIN – | NAT – | JPN – | 56     | 1    | 7     |
| 1965 | 350 cm³ | Yamaha     |         | GER – |        |        | IOM 2  | NED – |       | DDR – | CZE –  | ULS –  | FIN – | NAT – | JPN – | 6      | 9    | 0     |
| 1966 | 125 cm³ | Yamaha     | ESP 4   | GER 3 |        | NED 3  |        | DDR 4 | CZE – | FIN 1 | ULS 3  | IOM 2  | NAT 4 | JPN 5 |       | 29     | 4    | 1     |
| 1966 | 250 cm³ | Yamaha     | ESP 3   | GER – | FRA –  | NED 2  | BEL 2  | DDR 2 | CZE 2 | FIN – | ULS –  | IOM NC | NAT – | JPN 2 |       | 34     | 2    | 0     |
| 1966 | 350 cm³ | Yamaha     |         | GER – | FRA –  | NED –  |        | DDR – | CZE – | FIN – | ULS –  | IOM –  | NAT – | JPN 1 |       | 8      | 8    | 1     |
| 1967 | 125 cm³ | Yamaha     | ESP 2   | GER – | FRA 2  | IOM 1  | NED 1  | BEL – | DDR 2 | CZE – | FIN –  | ULS 2  | NAT – | CAN – | JPN – | 40     | 2    | 2     |
| 1967 | 250 cm³ | Yamaha     | ESP 1   | GER 2 | FRA 2  | IOM 2  | NED –  | BEL – | DDR 1 | CZE 1 | FIN –  | ULS –  | NAT 1 | CAN 2 | JPN – | 50     | 2    | 4     |
| 1968 | 125 cm³ | Yamaha     | GER 1   | ESP – | IOM 1  | NED 1  |        | DDR 1 | CZE 1 | FIN 1 | ULS 2  | NAT 2  |       |       |       | 40     | 1    | 6     |
| 1968 | 250 cm³ | Yamaha     | GER –   | ESP 1 | IOM NC | NED 2  | BEL 1  | DDR 2 | CZE 1 | FIN 1 | ULS –  | NAT 1  |       |       |       | 46     | 1    | 5     |
| 1969 | 250 cm³ | Yamaha     | ESP –   | GER – | FRA –  | IOM NC | NED –  | BEL – | DDR – | CZE – | FIN –  | ULS –  | NAT 1 | YUG – |       | 15     | 13   | 1     |
| 1969 | 350 cm³ | Yamaha     | ESP –   | GER – |        | IOM NC | NED –  |       | DDR – | CZE – | FIN –  | ULS –  | NAT 1 | YUG – |       | 15     | 13   | 1     |
| 1970 | 250 cm³ | Yamaha     | GER –   | FRA – | YUG –  | IOM –  | NED 2  | BEL – | DDR – | CZE – | FIN –  | ULS –  | NAT 3 | ESP – |       | 22     | 12   | 0     |
| 1970 | 350 cm³ | Yamaha     | GER –   |       | YUG –  | IOM –  | NED 3  |       | DDR – | CZE – | FIN –  | ULS –  | NAT – | ESP – |       | 10     | 17   | 0     |
| 1971 | 250 cm³ | Yamaha     | AUT –   | GER 1 | IOM 1  | NED 1  | BEL –  | DDR 3 | CZE – | SWE – | FIN 10 | ULS –  | NAT 6 | ESP 2 |       | 73     | 1    | 3     |
| 1971 | 350 cm³ | Yamaha     | AUT –   | GER – | IOM NC | NED 2  |        | DDR – | CZE – | SWE – | FIN –  | ULS –  | NAT – | ESP – |       | 12     | 16   | 0     |
| 1971 | 500 cm³ | Ducati     | AUT –   | GER – | IOM –  | NED –  | BEL –  | DDR – |       | SWE – | FIN –  | ULS –  | NAT 4 | ESP – |       | 8      | 18   | 0     |
| 1972 | 250 cm³ | Yamaha     | GER –   | FRA 1 | AUT –  | NAT –  | IOM 1  | YUG – | NED 4 | BEL 3 | DDR –  | CZE 3  | SWE – | FIN – | ESP – | 58     | 4    | 2     |
| 1972 | 350 cm³ | MV Agusta  | GER –   | FRA – | AUT –  | NAT 4  | IOM NC | YUG 3 | NED 5 |       | DDR 1  | CZE –  | SWE 2 | FIN – | ESP – | 51     | 5    | 1     |
| 1973 | 350 cm³ | MV Agusta  | FRA 2   | AUT – | GER –  | NAT –  | IOM –  | YUG – | NED 2 |       | CZE 3  | SWE 3  | FIN 2 | ESP – |       | 56     | 3    | 0     |
| 1973 | 500 cm³ | MV Agusta  | FRA 2   | AUT – | GER 1  |        | IOM –  | YUG – | NED 1 | BEL 2 | CZE 2  | SWE 1  | FIN 2 | ESP 1 |       | 84     | 1    | 4     |
| 1974 | 500 cm³ | MV Agusta  | FRA 1   | GER – | AUT –  | NAT 3  | IOM –  | NED 3 | BEL 1 | SWE 2 | FIN 1  | CZE 1  |       |       |       | 82     | 1    | 4     |
| 1975 | 500 cm³ | MV Agusta  | FRA 3   | AUT 3 | GER 2  | NAT 2  | IOM –  | NED 3 | BEL 1 | SWE 2 | FIN –  | CZE 1  |       |       |       | 76     | 2    | 2     |
| 1976 | 500 cm³ | Suzuki     | FRA Ret | AUT 3 | NAT 2  | IOM –  | NED –  | BEL – | SWE – | FIN – | CZE –  | GER –  |       |       |       | 22     | 10   | 0     |

| Legende  | Legende            | Legende                                                          |
| Farbe    | Abkürzung          | Bedeutung                                                        |
| -------- | ------------------ | ---------------------------------------------------------------- |
| Gold     | –                  | Sieg                                                             |
| Silber   | –                  | 2. Platz                                                         |
| Bronze   | –                  | 3. Platz                                                         |
| Grün     | –                  | Platzierung in den Punkten                                       |
| Blau     | –                  | Klassifiziert außerhalb der Punkteränge                          |
| Violett  | DNF                | Rennen nicht beendet (did not finish)                            |
| Violett  | NC                 | nicht klassifiziert (not classified)                             |
| Rot      | DNQ                | nicht qualifiziert (did not qualify)                             |
| Rot      | DNPQ               | in Vorqualifikation gescheitert (did not pre-qualify)            |
| Schwarz  | DSQ                | disqualifiziert (disqualified)                                   |
| Weiß     | DNS                | nicht am Start (did not start)                                   |
| Weiß     | WD                 | zurückgezogen (withdrawn)                                        |
| Hellblau | PO                 | nur am Training teilgenommen (practiced only)                    |
| Hellblau | TD                 | Freitags-Testfahrer (test driver)                                |
| ohne     | DNP                | nicht am Training teilgenommen (did not practice)                |
| ohne     | INJ                | verletzt oder krank (injured)                                    |
| ohne     | EX                 | ausgeschlossen (excluded)                                        |
| ohne     | DNA                | nicht erschienen (did not arrive)                                |
| ohne     | C                  | Rennen abgesagt (cancelled)                                      |
| ohne     | keine WM-Teilnahme |                                                                  |
| sonstige | P/fett             | Pole-Position                                                    |
| sonstige | 1/2/3/4/5/6/7/8    | Punktplatzierung im Sprint-/Qualifikationsrennen                 |
| sonstige | SR/kursiv          | Schnellste Rennrunde                                             |
| sonstige | *                  | nicht im Ziel, aufgrund der zurückgelegten Distanz aber gewertet |
| sonstige | ()                 | Streichresultate                                                 |
| sonstige | unterstrichen      | Führender in der Gesamtwertung                                   |

### Isle-of-Man-TT-Siege
| Jahr | Klasse                    | Maschine | Durchschnittsgeschwindigkeit |
| ---- | ------------------------- | -------- | ---------------------------- |
| 1961 | Junior (350 cm³)          | Norton   | 95,11 mph (153,06 km/h)      |
| 1965 | Lightweight 125 (125 cm³) | Yamaha   | 94,28 mph (151,73 km/h)      |
| 1967 | Lightweight 125 (125 cm³) | Yamaha   | 97,48 mph (156,88 km/h)      |
| 1968 | Lightweight 125 (125 cm³) | Yamaha   | 99,12 mph (159,52 km/h)      |
| 1971 | Lightweight 250 (250 cm³) | Yamaha   | 98,02 mph (157,75 km/h)      |
| 1972 | Lightweight 250 (250 cm³) | Yamaha   | 99,68 mph (160,42 km/h)      |
| 1977 | Senior (500 cm³)          | Suzuki   | 106,97 mph (172,15 km/h)     |
| 1977 | Formula One               | Honda    | 97,02 mph (156,14 km/h)      |

### Ehrungen
- Aufnahme in die MotoGP Hall of Fame

## Galerie

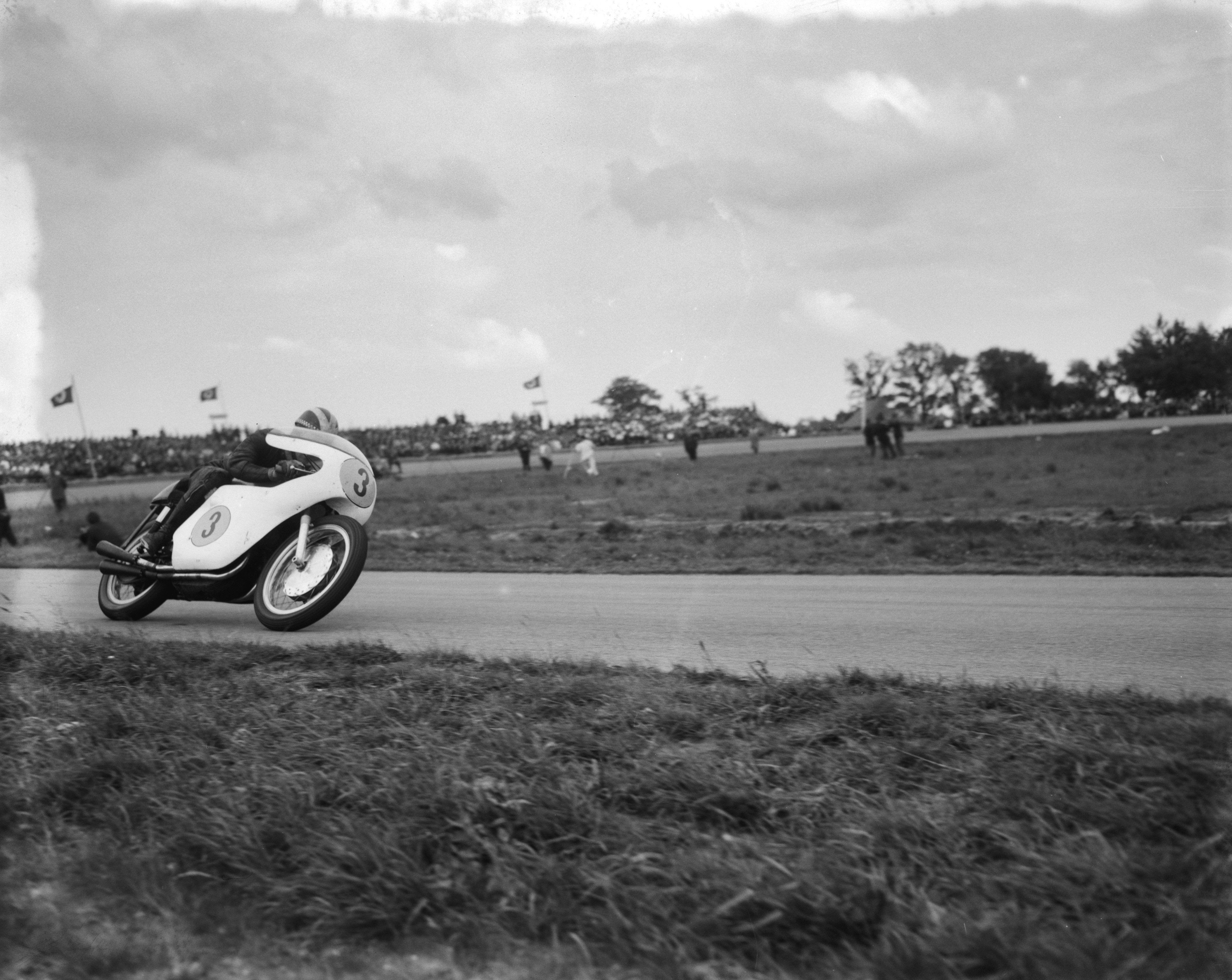
Phil Read bei der Dutch TT in Assen (1963)
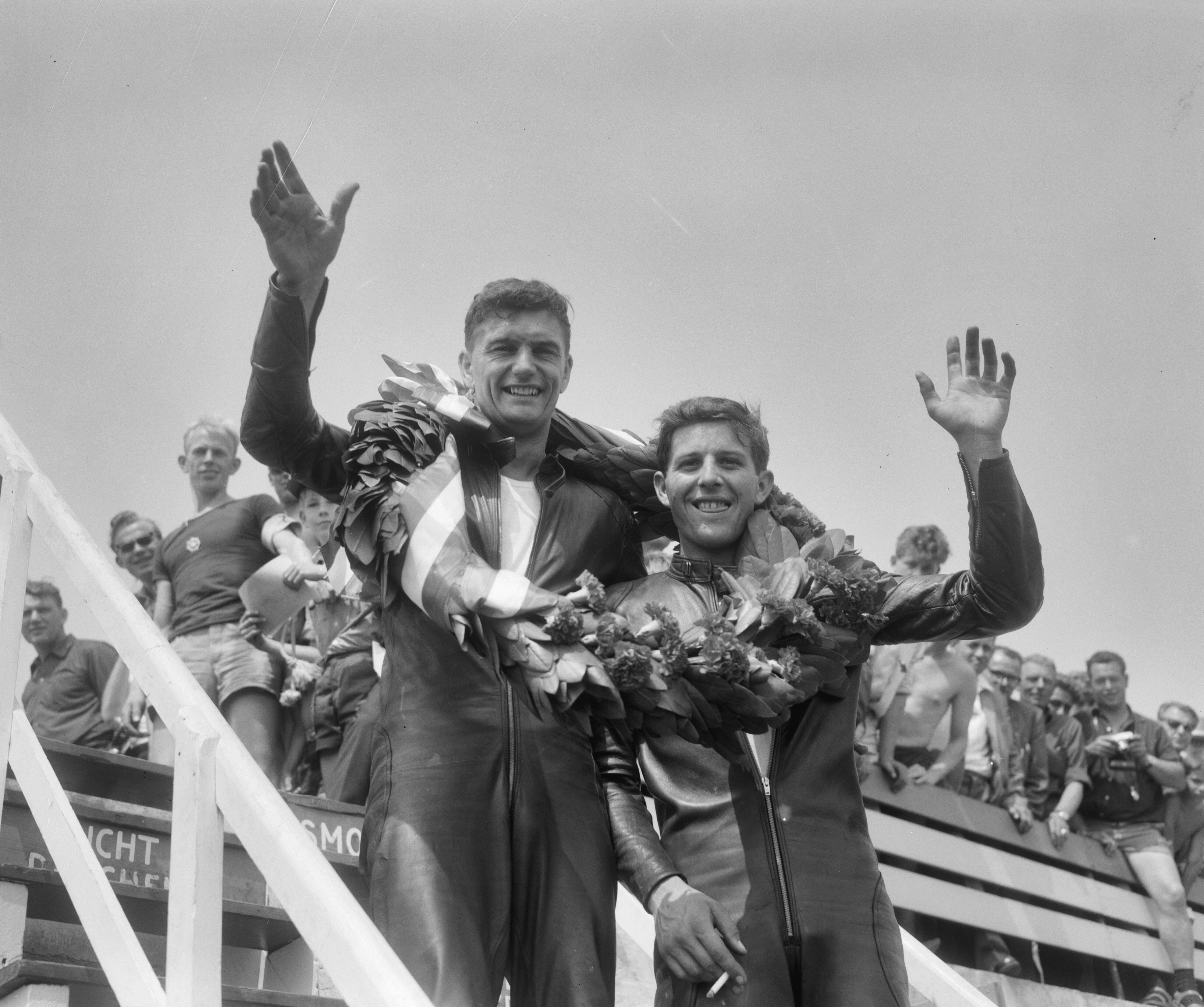
Siegerehrung in Assen 1964: Read (rechts) und Jim Redman
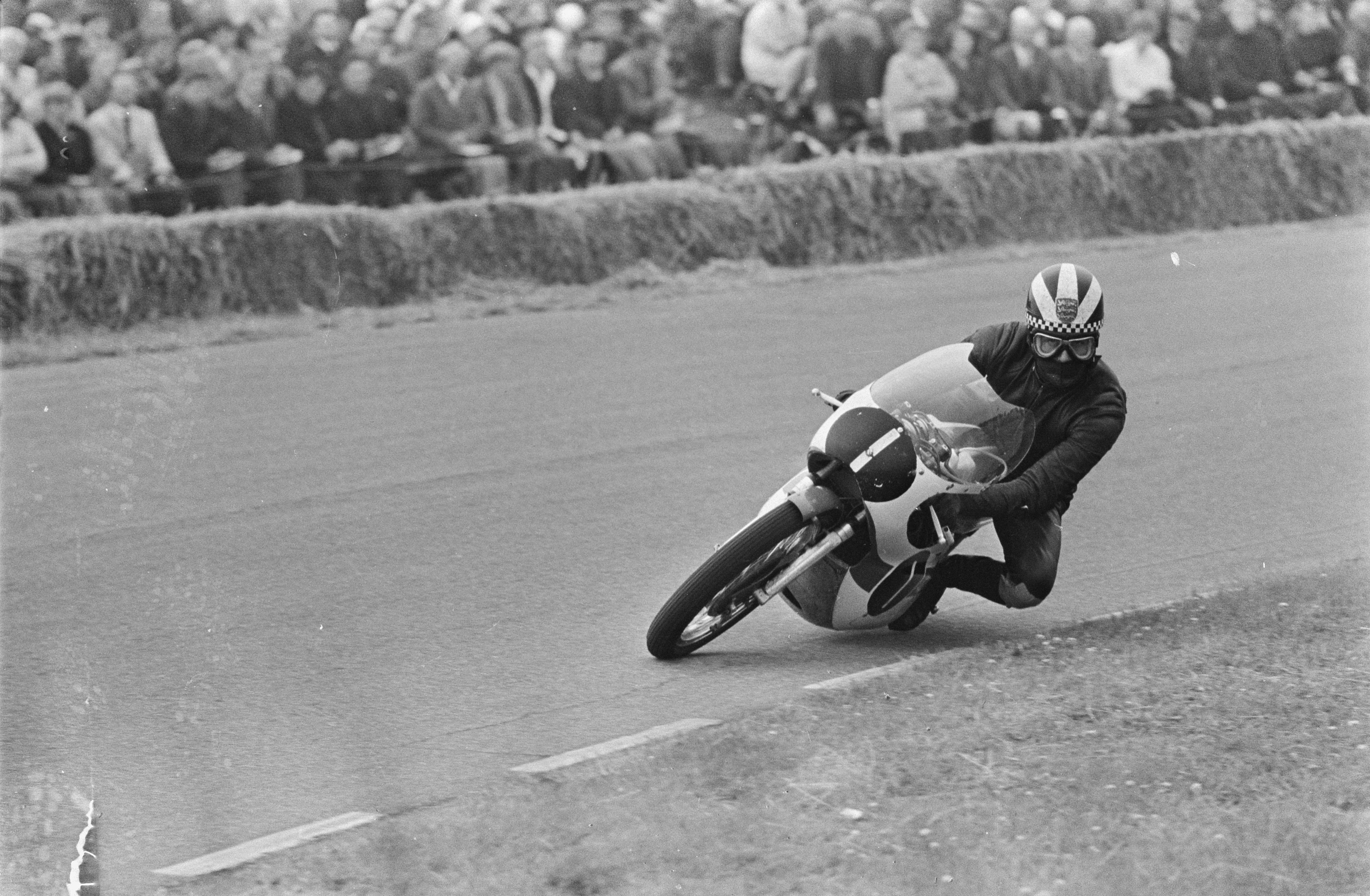
Phil Read, Sieg in der 250-cm³-Klasse. Assen 1967
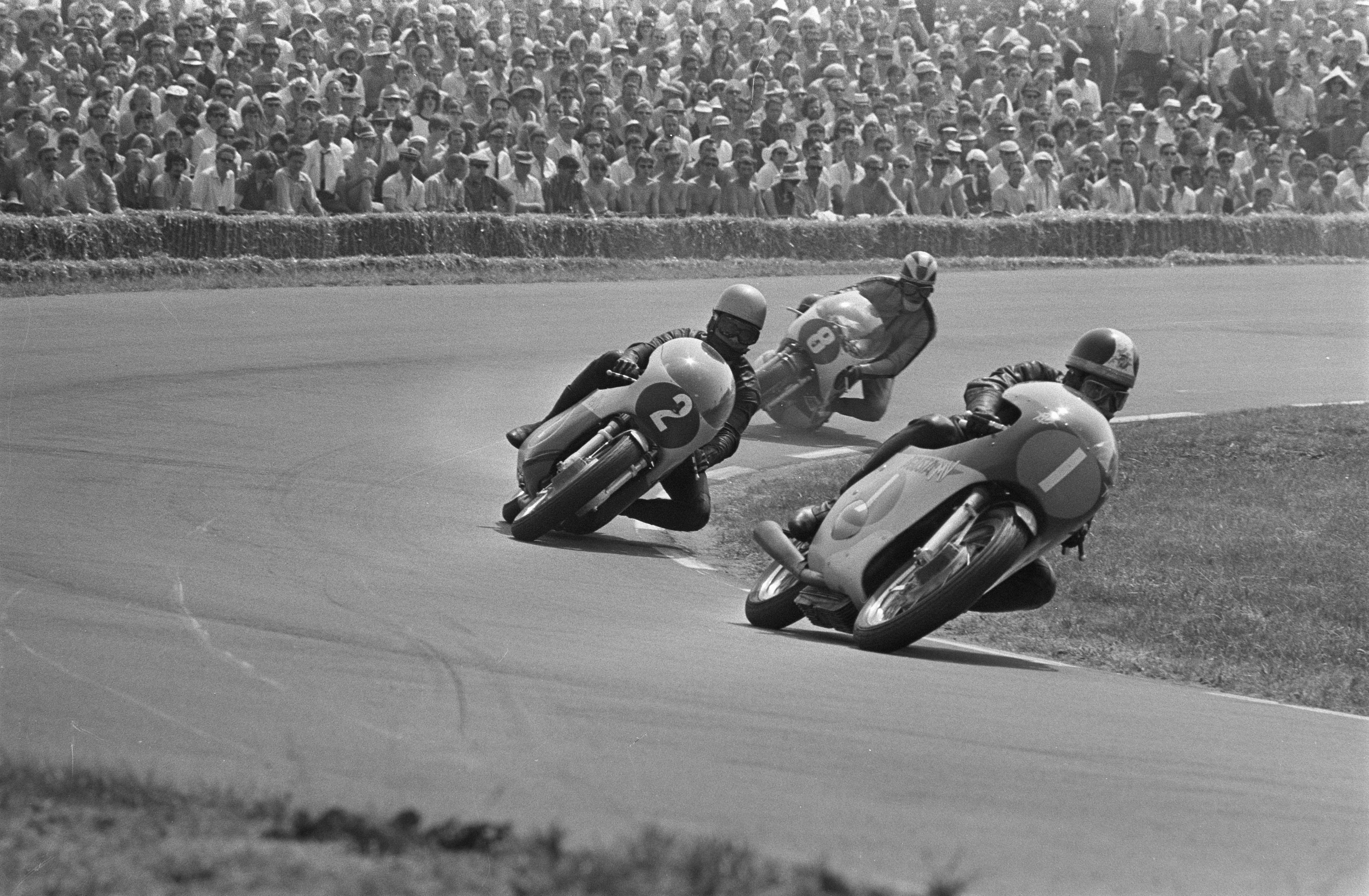
1970: Giacomo Agostini (1), Renzo Pasolini (2) und Phil Read (8)
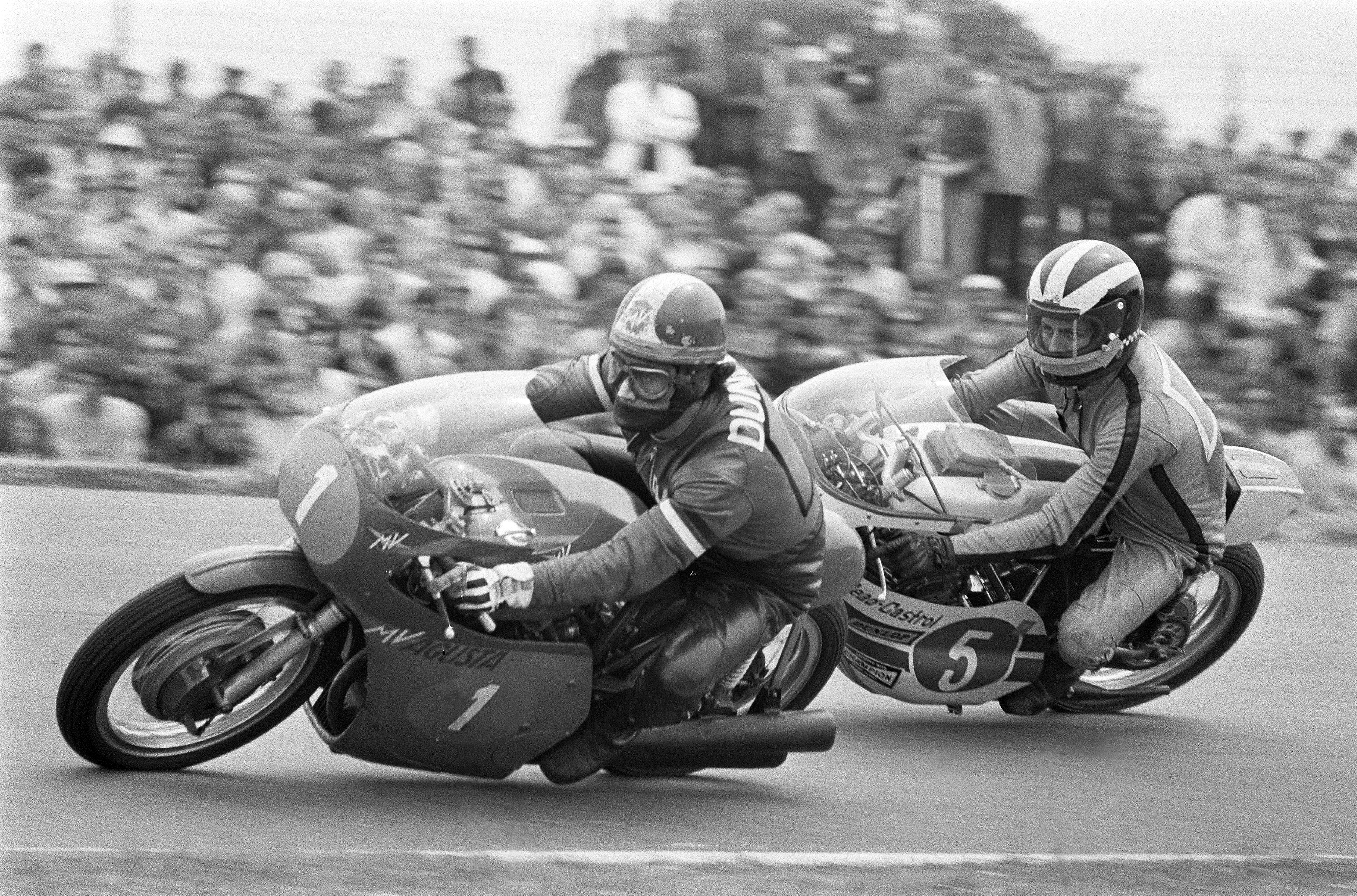
350 cm³: Agostini vor Read, 1971
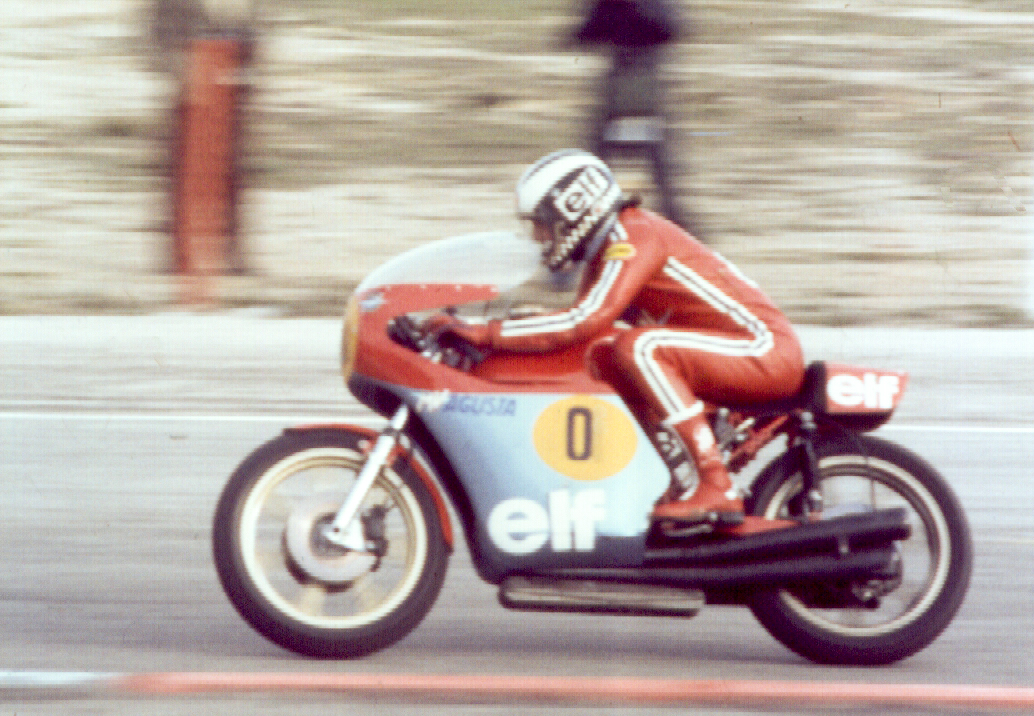
Phil Read auf MV Agusta 500 mit der Startnummer 0 beim Großen Preis von Frankreich 1975. Endergebnis: 3. Platz

## Verweise